# ماژور بوث
ماژور بوث (انگلیسی: Major Booth؛ ۱۰ دسامبر ۱۸۸۶ – ۱ ژوئیه ۱۹۱۶ (aged 29)) بازیکن کریکت، و بازیکن فوتبال اهل پادشاهی متحد بریتانیای کبیر و ایرلند بود.
از باشگاه‌هایی که در آن بازی کرده‌است می‌توان به اشاره کرد.